# Радмановаць
45°18′ пн. ш. 15°41′ сх. д. / 45.30° пн. ш. 15.69° сх. д.
Радмановаць (хорв. Radmanovac) — населений пункт у Хорватії, в Карловацькій жупанії у складі громади Войнич.

## Населення
Населення за даними перепису 2011 року становило 33 осіб.
Динаміка чисельності населення поселення: